# Kembang Seri (Bermani Ilir)
Kembang Seri is een bestuurslaag in het regentschap Kepahiang van de provincie Bengkulu, Indonesië. Kembang Seri telt 1122 inwoners (volkstelling 2010).